# I fratelli Ashkenazi
I fratelli Ashkenazi è un romanzo di Israel Joshua Singer. 

## Storia editoriale
Scritto in lingua Yiddish dopo l'emigrazione di Singer dalla Polonia a New York, il romanzo uscì a puntate sul giornale ebraico statunitense Forward tra il 1934 e il 1935. Fu poi pubblicato in volume nel 1936 in Polonia, e in traduzione inglese presso Alfred Knopf, nella traduzione di Maurice Samuel. È stato in cima alla lista dei bestseller del New York Times, insieme a Via col vento di Margaret Mitchell. Il figlio dell'autore, Joseph Singer, pubblicò una nuova traduzione in lingua inglese nel 1980.

## Trama
La maggior parte del romanzo si svolge nella città polacca di Łódź, soprattutto nella grande comunità ebraica che vi risiedeva prima della seconda guerra mondiale. Viene seguita l'evoluzione della città dal XIX secolo fino alla prima guerra mondiale e all'immediato dopoguerra. Il titolo si riferisce a due gemelli, figli di un ricco ebreo osservante. Nel doppio nome imposto a ciascuno di essi sembra già contenuta la storia futura, sospesa fra tradizione ebraica e cultura moderna, dei fratelli, molto diversi sia nei tratti fisici sia nelle capacità e negli interessi. Il personaggio principale è Simcha Meyer, che poi si farà chiamare Max per sottolineare la progressiva distanza dalla formazione ebraica rigorosamente chassidica: egli diventa un industriale di successo, distruggendo via via tutte le sue relazioni personali. Max è divorato dal desiderio di aver più successo del fratello Jacob Bunim, poi semplicemente Yacob, favorito dalla fortuna e aiutato dal fascino che esercita sulle donne. Lo scoppio della prima guerra mondiale, la rivoluzione russa, la creazione di una seconda repubblica polacca mandano Max finanziariamente in rovina. Negli ultimi anni di vita egli si rende conto di essere sempre stato dominato dall'avidità e fa del suo meglio per ricostruire la famiglia che ha perduto. È un romanzo storico sugli ebrei in Polonia, la rivoluzione industriale, e l'inizio del comunismo.

## Edizioni italiane
- I fratelli Ashkenazi, trad. di Bruno Fonzi, Prefazione di Claudio Magris, Collana La Gaja Scienza n.309 e n.726, Longanesi, Milano, 1970-2004, ISBN 88-304-2182-0; Collana Romanzi e Racconti, Longanesi, Milano, 1986, ISBN 978-88-304-0621-6; Collana Varianti, Bollati Boringhieri, Torino, 2011, ISBN 88-339-2184-0; Collana Varianti Tascabili, Bollati Boringhieri, 2022, ISBN 978-88-339-4043-4.
- I fratelli Ashkenazi, trad. di Bianca Francese e David Sacerdoti, Collana Classici Moderni n.2, Newton & Compton, Roma, 2015, ISBN 978-88-541-7245-6.